# Frankfield
Frankfield – miasto na Jamajce, w regionie Clarendon.